# مجنحات شاروف
مجنحات شاروف (تسمية ثنائية:†Sharovipterygidae) هي فصيلة منقرضة من العظائيات الأولية الغريبة المنزلقة من فترة الثلاثي الأوسط في أوراسيا. وتشتهر بأقدامها القصيرة وأقدامها الطويلة التي تشبه الأجنحة والتي دعمت الأغشية للانزلاق. وتتمثل هذه الفصيلة بجنسي مجنحة شاروف ومنزلقة أوزيمك.
اقترح تحليل التطور الجيني لعام 2019 أن منزلقة أوزيمك وبالتالي بالامتداد مجنحة شاروف قد ينتميا إلى فصيلة طويلات المفاصل Tanystropheidae. 